# Bengtsfors
Bengtsfors este un oraș în Suedia.

## Demografie
| \| Evoluția demografică a zonei urbane Bengtsfors, 1970–2015 \| Evoluția demografică a zonei urbane Bengtsfors, 1970–2015 \| Evoluția demografică a zonei urbane Bengtsfors, 1970–2015 \| Evoluția demografică a zonei urbane Bengtsfors, 1970–2015 \| Evoluția demografică a zonei urbane Bengtsfors, 1970–2015 \| \| --------------------------------------------------------------------------------------- \| --------------------------------------------------------- \| --------------------------------------------------------- \| --------------------------------------------------------- \| --------------------------------------------------------- \| \| An \| \| \| Locuitori \| \| \| 1970 \| 1970 \| \| 3.389 \| 3.389 \| \| 1975 \| 1975 \| \| 3.535 \| 3.535 \| \| 1980 \| 1980 \| \| 3.632 \| 3.632 \| \| 1990 \| 1990 \| \| 3.499 \| 3.499 \| \| 1995 \| 1995 \| \| 3.524 \| 3.524 \| \| 2000 \| 2000 \| \| 3.351 \| 3.351 \| \| 2005 \| 2005 \| \| 3.194 \| 3.194 \| \| 2010 \| 2010 \| \| 3.080 \| 3.080 \| \| 2015 \| 2015 \| \| 3.125 \| 3.125 \| \| Sursa: SCB - Statistika Centralbyrån, Folkmängden per tätort. Vart femte år 1960 - 2016 \| \| \| \| \| |      |  |           |       |
| Evoluția demografică a zonei urbane Bengtsfors, 1970–2015 |      |  |           |       |
| An |      |  | Locuitori |       |
| 1970 | 1970 |  | 3.389     | 3.389 |
| 1975 | 1975 |  | 3.535     | 3.535 |
| 1980 | 1980 |  | 3.632     | 3.632 |
| 1990 | 1990 |  | 3.499     | 3.499 |
| 1995 | 1995 |  | 3.524     | 3.524 |
| 2000 | 2000 |  | 3.351     | 3.351 |
| 2005 | 2005 |  | 3.194     | 3.194 |
| 2010 | 2010 |  | 3.080     | 3.080 |
| 2015 | 2015 |  | 3.125     | 3.125 |
| Sursa: SCB - Statistika Centralbyrån, Folkmängden per tätort. Vart femte år 1960 - 2016 |      |  |           |       |